# Serie A2 2016-2017 (calcio a 5)
Il campionato di Serie A2 2016-2017 è stata la 19ª edizione della categoria. La stagione regolare ha preso avvio il 1 ottobre 2016 e si è conclusa il 1 aprile 2017, prolungandosi fino al 13 maggio con la disputa delle partite di spareggio. Dopo sei stagioni a organico ridotto, la corrente edizione segna il ritorno alla formula tradizionale della categoria, articolata in due gironi da 14 squadre. Confermato il numero di promozioni nella massima serie (saranno promosse le vincitrici dei due gironi e la vincitrice dei play-off), è stato corretto il numero di retrocessioni in Serie B: per ogni girone retrocederanno le ultime tre classificate e la società perdente i play-out.

## Partecipanti
Preso atto della mancata iscrizione di Nursia, Partenope e Thiene Zanè; della radiazione del Cosenza e del ripescaggio in Serie A della Lazio, il Consiglio Direttivo della Divisione Calcio a 5 ha provveduto al ripescaggio di cinque società a completamento dell'organico: Catania e Catanzaro (retrocesse al termine della stagione precedente), Ciampino Anni Nuovi, Feldi Eboli e Orte. Il ripescaggio di sole società provenienti dal centro-sud ha imposto lo spostamento delle formazioni laziali nel girone A. Tutte le società provenienti dalla Serie B sono al debutto, eccetto l'Atlante Grosseto, ritornato nella categoria a sette anni di distanza dall'ultima apparizione (2008-09), e l'Orte, che si riaffaccia in Serie A2 dopo appena un anno di assenza dalla vittoriosa promozione 2014-15 a cui è tuttavia seguita la ripartenza dalla serie B. Tra le esordienti vi è anche il Bubi Merano, prima società altoatesina a disputare la Serie A2, ma veterana dei campionati nazionali: la formazione meranese fu terza assoluta nella poule scudetto del 1985-86. Si registrano inoltre alcuni cambi di denominazione: la Virtus Rutigliano ufficializza l'addio alla città, trasferendo la sede sociale a Noicattaro e adeguando di conseguenza la propria denominazione; l'Ardenza Ciampino unisce le forze con i concittadini della Anni Nuovi, dando vita al "Ciampino Anni Nuovi"; lieve modifica anche per l'Olimpus Olgiata che da questa stagione diventa "Olimpus Roma" e per la Polisportiva Feldi Eboli, ora semplicemente "Feldi Eboli". La Puglia è la regione più rappresenta, potendo vantare sei squadre iscritte. L'Aosta è la società che ha disputato più campionati nella categoria (13 edizioni), mentre il record di partecipazioni consecutive appartiene al PesaroFano (7 edizioni, ininterrottamente in Serie A2 dalla stagione 2010-11).

## Avvenimenti

### Sorteggio calendari
Il calendari dei due gironi sono stati resi noti venerdì 14 agosto sul sito web della Divisione Calcio a 5 e sulle edizioni del giorno successivo di Corriere dello Sport e Tuttosport, media partner della Divisione Calcio a 5.

### Soste
- 24-31 dicembre (sosta natalizia)
- 11 marzo (final eight di Coppa Italia)

### Matera e Catanzaro
Lo svolgimento del girone B è stato pesantemente influenzato dalle vicende societarie di Matera e Catanzaro. Perduto il principale sponsor, la società lucana ha smantellato la prima squadra dopo appena quattro giornate di campionato, disputando le rimanenti gare con la formazione Under-21. La mancanza di risorse economiche ha costretto il Catanzaro al ritiro, avvenuto alla decima giornata di campionato. Alla società calabrese, che durante l'estate aveva richiesto e ottenuto il ripescaggio sia della formazione maschile sia di quella femminile, è stato applicato il massimo della sanzione edittale per aver recato grave pregiudizio allo svolgimento di entrambe le manifestazioni (15.000 euro per la rinuncia della sezione maschile, 10.000 per quella della sezione femminile).

### Penalizzazioni
In seguito all'aggressione da parte dei sostenitori della società Avis Pleiade Policoro ai danni di giocatori e dirigenti della società Meta Calcio a 5, avvenuta al 17’ minuto del secondo tempo dell'incontro Policoro - Meta valida per la 19ª giornata del girone B, il giudice sportivo: comminava alla società lucana l’ammenda di Euro 4000, disponendo altresì che tutte le gare interne fino al 30 giugno 2018 fossero disputate a porte chiuse; penalizzava in classifica di 6 punti la società Policoro; obbligava la società lucana a rimborsare all’allenatore in seconda del Meta Sebastiano Giuffrida l’importo delle spese mediche occorse. In seguito al ricorso presentato dalla società lucana presso la corte sportiva d'appello, la penalizzazione era in seguito ridotta a 3 punti, l'ammenda annullata e l'obbligo di giocare a porte chiuse accorciato al 31 dicembre 2017.

## Girone A

### Classifica[13]
|                                           | Pos. | Squadra             | Pt | G  | V  | N | P  | GF  | GS  | DR  |
| ----------------------------------------- | ---- | ------------------- | -- | -- | -- | - | -- | --- | --- | --- |
| Vincitrice della Coppa Italia di Serie A2 | 1.   | PesaroFano          | 69 | 26 | 22 | 3 | 1  | 150 | 60  | +90 |
|                                           | 2.   | Milano              | 58 | 26 | 19 | 2 | 5  | 126 | 67  | +59 |
|                                           | 3.   | Arzignano           | 52 | 26 | 15 | 7 | 4  | 116 | 72  | +44 |
|                                           | 4.   | Prato               | 50 | 26 | 16 | 2 | 8  | 100 | 68  | +32 |
|                                           | 5.   | Orte                | 45 | 26 | 13 | 6 | 7  | 131 | 119 | +12 |
|                                           | 6.   | Olimpus Roma        | 44 | 26 | 13 | 5 | 8  | 103 | 100 | +3  |
|                                           | 7.   | Ciampino Anni Nuovi | 39 | 26 | 11 | 6 | 9  | 94  | 93  | +1  |
|                                           | 8.   | Atlante Grosseto    | 37 | 26 | 12 | 1 | 13 | 108 | 121 | -13 |
|                                           | 9.   | Cagliari            | 32 | 26 | 8  | 8 | 10 | 75  | 80  | -5  |
|                                           | 10.  | Capitolina Marconi  | 28 | 26 | 7  | 7 | 12 | 88  | 105 | -17 |
|                                           | 11.  | Bubi Merano         | 28 | 26 | 8  | 4 | 14 | 94  | 114 | -20 |
|                                           | 12.  | Fratelli Bari       | 17 | 26 | 4  | 5 | 17 | 92  | 137 | -45 |
|                                           | 13.  | Castello            | 12 | 26 | 3  | 3 | 20 | 76  | 126 | -50 |
|                                           | 14.  | Aosta               | 4  | 26 | 1  | 1 | 24 | 55  | 148 | -91 |

### Verdetti finali
- PesaroFano promosso in Serie A 2017-18.
- Aosta, Castello, Fratelli Bari e, dopo i play-out, Capitolina Marconi retrocessi in Serie B 2017-18.
- Milano ripescato in Serie A a completamento di organico; Cagliari non iscritto al campionato di Serie A2 2017-18.

### Capoliste solitarie
- Dalla 3ª alla 7ª giornata: Prato
- Dalla 8ª alla 26ª giornata: PesaroFano

### Statistiche
- Maggior numero di vittorie: PesaroFano (22)
- Minor numero di vittorie: Aosta (1)
- Maggior numero di pareggi: Cagliari (8)
- Minor numero di pareggi: Aosta, Atlante Grosseto (1)
- Maggior numero di sconfitte: Aosta (24)
- Minor numero di sconfitte: PesaroFano (1)
- Miglior attacco: PesaroFano (150)
- Peggior attacco: Aosta (55)
- Miglior difesa: PesaroFano (60)
- Peggior difesa: Aosta (148)
- Miglior differenza reti: PesaroFano (+90)
- Peggior differenza reti: Aosta (-91)
- Miglior serie positiva: PesaroFano (21)
- Maggior numero di vittorie consecutive: PesaroFano (12)
- Maggior numero di sconfitte consecutive: Aosta (11)
- Partita con maggiore scarto di gol: PesaroFano-Aosta 12-1 (11)
- Partita con più reti: 3 partite (17)
- Maggior numero di reti in una giornata: 21ª (70)
- Minor numero di reti in una giornata: 23ª (39)

### Classifica marcatori
| Gol |  |  | Giocatore            | Squadra             |
| --- |  |  | -------------------- | ------------------- |
| 37  |  |  | Rafael Sanna         | Orte                |
| 36  |  |  | Héctor Albadalejo    | PesaroFano          |
| 36  |  |  | Josiko               | Prato               |
| 35  |  |  | Keko                 | Atlante Grosseto    |
| 29  |  |  | Eduardo Costa        | Fratelli Bari       |
| 28  |  |  | Fernando Barelli     | Atlante Grosseto    |
| 27  |  |  | Fabio Drago          | Castello            |
| 26  |  |  | Giacomo Lamedica     | PesaroFano          |
| 26  |  |  | Paulo Major          | Arzignano           |
| 25  |  |  | Valdemir Beregula    | Bubi Merano         |
| 25  |  |  | Alexandre Dall'Onder | Ciampino Anni Nuovi |
| 25  |  |  | Guilherme Stringari  | PesaroFano          |
| 23  |  |  | Bruno Salerno        | Fratelli Bari       |
| 23  |  |  | Felipe Tonidandel    | PesaroFano          |
| 22  |  |  | Marcello Esposito    | Milano              |
| 22  |  |  | Adrián González      | Orte                |
| 22  |  |  | Leandrinho           | Milano              |
| 22  |  |  | Papú                 | Ciampino Anni Nuovi |

### Calendario e risultati
| andata | andata | 1ª giornata            | ritorno (14ª) | ritorno (14ª) |
|        |        |                        |               |               |
| 1 ott. | 5-2    | Prato-Atlante Grosseto | 2-4           | 6 gen.        |
| 1 ott. | 5-3    | Bubi Merano-Aosta      | 5-3           | 7 gen.        |
| 1 ott. | 0-2    | Cagliari-Arzignano     | 2-5           | 7 gen.        |
| 1 ott. | 2-2    | Castello-F.lli Bari    | 7-7           | 7 gen.        |
| 1 ott. | 4-3    | Ciampino-Capitolina    | 4-4           | 7 gen.        |
| 1 ott. | 1-2    | Milano-PesaroFano      | 2-4           | 7 gen.        |
| 1 ott. | 5-7    | Olimpus-Orte           | 4-6           | 7 gen.        |

| andata | andata | 2ª giornata              | ritorno (15ª) | ritorno (15ª) |
|        |        |                          |               |               |
| 8 ott. | 3-9    | Aosta-Ciampino           | 4-6           | 14 gen.       |
| 8 ott. | 3-4    | Arzignano-Milano         | 4-4           | 14 gen.       |
| 8 ott. | 1-3    | Atlante Grosseto-Olimpus | 0-4           | 14 gen.       |
| 8 ott. | 1-2    | Capitolina-Cagliari      | 6-6           | 14 gen.       |
| 8 ott. | 2-3    | F.lli Bari-Prato         | 1-6           | 14 gen.       |
| 8 ott. | 3-3    | Orte-Bubi Merano         | 5-5           | 14 gen.       |
| 8 ott. | 5-3    | PesaroFano-Castello      | 5-1           | 14 gen.       |

| andata | andata | 1ª giornata            | ritorno (14ª) | ritorno (14ª) |
|        |        |                        |               |               |
| 1 ott. | 5-2    | Prato-Atlante Grosseto | 2-4           | 6 gen.        |
| 1 ott. | 5-3    | Bubi Merano-Aosta      | 5-3           | 7 gen.        |
| 1 ott. | 0-2    | Cagliari-Arzignano     | 2-5           | 7 gen.        |
| 1 ott. | 2-2    | Castello-F.lli Bari    | 7-7           | 7 gen.        |
| 1 ott. | 4-3    | Ciampino-Capitolina    | 4-4           | 7 gen.        |
| 1 ott. | 1-2    | Milano-PesaroFano      | 2-4           | 7 gen.        |
| 1 ott. | 5-7    | Olimpus-Orte           | 4-6           | 7 gen.        |

| andata | andata | 2ª giornata              | ritorno (15ª) | ritorno (15ª) |
|        |        |                          |               |               |
| 8 ott. | 3-9    | Aosta-Ciampino           | 4-6           | 14 gen.       |
| 8 ott. | 3-4    | Arzignano-Milano         | 4-4           | 14 gen.       |
| 8 ott. | 1-3    | Atlante Grosseto-Olimpus | 0-4           | 14 gen.       |
| 8 ott. | 1-2    | Capitolina-Cagliari      | 6-6           | 14 gen.       |
| 8 ott. | 2-3    | F.lli Bari-Prato         | 1-6           | 14 gen.       |
| 8 ott. | 3-3    | Orte-Bubi Merano         | 5-5           | 14 gen.       |
| 8 ott. | 5-3    | PesaroFano-Castello      | 5-1           | 14 gen.       |

| andata  | andata | 3ª giornata                 | ritorno (16ª) | ritorno (16ª) |
|         |        |                             |               |               |
| 15 ott. | 3-3    | Bubi Merano-Capitolina      | 4-5           | 21 gen.       |
| 15 ott. | 3-3    | Cagliari-PesaroFano         | 1-4           | 21 gen.       |
| 15 ott. | 1-5    | Ciampino-Arzignano          | 3-4           | 21 gen.       |
| 15 ott. | 5-9    | F.lli Bari-Atlante Grosseto | 1-6           | 21 gen.       |
| 15 ott. | 5-0    | Milano-Castello             | 7-2           | 21 gen.       |
| 15 ott. | 7-5    | Olimpus-Aosta               | 2-2           | 21 gen.       |
| 15 ott. | 5-1    | Prato-Orte                  | 5-4           | 21 gen.       |

| andata  | andata | 4ª giornata            | ritorno (17ª) | ritorno (17ª) |
|         |        |                        |               |               |
| 22 ott. | 2-3    | Aosta-Atlante Grosseto | 2-6           | 28 gen.       |
| 22 ott. | 2-2    | Arzignano-Olimpus      | 1-5           | 28 gen.       |
| 22 ott. | 0-3    | Capitolina-Prato       | 0-3           | 28 gen.       |
| 22 ott. | 2-4    | Castello-Ciampino      | 2-7           | 28 gen.       |
| 22 ott. | 5-2    | Milano-Cagliari        | 3-2           | 28 gen.       |
| 22 ott. | 6-4    | Orte-F.lli Bari        | 5-2           | 28 gen.       |
| 22 ott. | 8-1    | PesaroFano-Bubi Merano | 4-2           | 28 gen.       |

| andata  | andata | 3ª giornata                 | ritorno (16ª) | ritorno (16ª) |
|         |        |                             |               |               |
| 15 ott. | 3-3    | Bubi Merano-Capitolina      | 4-5           | 21 gen.       |
| 15 ott. | 3-3    | Cagliari-PesaroFano         | 1-4           | 21 gen.       |
| 15 ott. | 1-5    | Ciampino-Arzignano          | 3-4           | 21 gen.       |
| 15 ott. | 5-9    | F.lli Bari-Atlante Grosseto | 1-6           | 21 gen.       |
| 15 ott. | 5-0    | Milano-Castello             | 7-2           | 21 gen.       |
| 15 ott. | 7-5    | Olimpus-Aosta               | 2-2           | 21 gen.       |
| 15 ott. | 5-1    | Prato-Orte                  | 5-4           | 21 gen.       |

| andata  | andata | 4ª giornata            | ritorno (17ª) | ritorno (17ª) |
|         |        |                        |               |               |
| 22 ott. | 2-3    | Aosta-Atlante Grosseto | 2-6           | 28 gen.       |
| 22 ott. | 2-2    | Arzignano-Olimpus      | 1-5           | 28 gen.       |
| 22 ott. | 0-3    | Capitolina-Prato       | 0-3           | 28 gen.       |
| 22 ott. | 2-4    | Castello-Ciampino      | 2-7           | 28 gen.       |
| 22 ott. | 5-2    | Milano-Cagliari        | 3-2           | 28 gen.       |
| 22 ott. | 6-4    | Orte-F.lli Bari        | 5-2           | 28 gen.       |
| 22 ott. | 8-1    | PesaroFano-Bubi Merano | 4-2           | 28 gen.       |

| andata  | andata | 5ª giornata           | ritorno (18ª) | ritorno (18ª) |
|         |        |                       |               |               |
| 29 ott. | 5-9    | Atlante Grosseto-Orte | 6-11          | 4 feb.        |
| 29 ott. | 2-5    | Bubi Merano-Arzignano | 3-9           | 4 feb.        |
| 29 ott. | 3-3    | Cagliari-Castello     | 2-3           | 4 feb.        |
| 29 ott. | 4-3    | Ciampino-PesaroFano   | 0-6           | 4 feb.        |
| 29 ott. | 6-9    | F.lli Bari-Milano     | 4-8           | 4 feb.        |
| 29 ott. | 5-4    | Olimpus-Capitolina    | 3-2           | 4 feb.        |
| 29 ott. | 2-1    | Prato-Aosta           | 6-4           | 4 feb.        |

| andata | andata | 6ª giornata                | ritorno (19ª) | ritorno (19ª) |
|        |        |                            |               |               |
| 1 nov. | 2-6    | Aosta-F.lli Bari           | 2-6           | 11 feb.       |
| 1 nov. | 5-2    | Arzignano-Atlante Grosseto | 3-7           | 11 feb.       |
| 1 nov. | 2-0    | Cagliari-Ciampino          | 2-2           | 11 feb.       |
| 1 nov. | 4-4    | Capitolina-Orte            | 7-5           | 11 feb.       |
| 1 nov. | 3-4    | Castello-Olimpus           | 3-7           | 11 feb.       |
| 1 nov. | 3-4    | Milano-Bubi Merano         | 4-3           | 11 feb.       |
| 1 nov. | 6-2    | PesaroFano-Prato           | 2-1           | 11 feb.       |

| andata  | andata | 5ª giornata           | ritorno (18ª) | ritorno (18ª) |
|         |        |                       |               |               |
| 29 ott. | 5-9    | Atlante Grosseto-Orte | 6-11          | 4 feb.        |
| 29 ott. | 2-5    | Bubi Merano-Arzignano | 3-9           | 4 feb.        |
| 29 ott. | 3-3    | Cagliari-Castello     | 2-3           | 4 feb.        |
| 29 ott. | 4-3    | Ciampino-PesaroFano   | 0-6           | 4 feb.        |
| 29 ott. | 6-9    | F.lli Bari-Milano     | 4-8           | 4 feb.        |
| 29 ott. | 5-4    | Olimpus-Capitolina    | 3-2           | 4 feb.        |
| 29 ott. | 2-1    | Prato-Aosta           | 6-4           | 4 feb.        |

| andata | andata | 6ª giornata                | ritorno (19ª) | ritorno (19ª) |
|        |        |                            |               |               |
| 1 nov. | 2-6    | Aosta-F.lli Bari           | 2-6           | 11 feb.       |
| 1 nov. | 5-2    | Arzignano-Atlante Grosseto | 3-7           | 11 feb.       |
| 1 nov. | 2-0    | Cagliari-Ciampino          | 2-2           | 11 feb.       |
| 1 nov. | 4-4    | Capitolina-Orte            | 7-5           | 11 feb.       |
| 1 nov. | 3-4    | Castello-Olimpus           | 3-7           | 11 feb.       |
| 1 nov. | 3-4    | Milano-Bubi Merano         | 4-3           | 11 feb.       |
| 1 nov. | 6-2    | PesaroFano-Prato           | 2-1           | 11 feb.       |

| andata | andata | 7ª giornata                 | ritorno (20ª) | ritorno (20ª) |
|        |        |                             |               |               |
| 5 nov. | 5-3    | Atlante Grosseto-Capitolina | 4-5           | 18 feb.       |
| 5 nov. | 6-5    | Bubi Merano-Castello        | 2-5           | 18 feb.       |
| 5 nov. | 1-1    | Ciampino-Milano             | 0-5           | 18 feb.       |
| 5 nov. | 2-2    | F.lli Bari-Cagliari         | 2-4           | 18 feb.       |
| 5 nov. | 3-6    | Olimpus-PesaroFano          | 3-8           | 18 feb.       |
| 5 nov. | 3-2    | Orte-Aosta                  | 5-3           | 18 feb.       |
| 5 nov. | 6-6    | Prato-Arzignano             | 6-3           | 18 feb.       |

| andata  | andata | 8ª giornata               | ritorno (21ª) | ritorno (21ª) |
|         |        |                           |               |               |
| 12 nov. | 6-1    | Arzignano-Aosta           | 9-2           | 21 feb.       |
| 12 nov. | 3-3    | Cagliari-Olimpus          | 3-6           | 21 feb.       |
| 12 nov. | 3-3    | Capitolina-F.lli Bari     | 5-5           | 21 feb.       |
| 12 nov. | 2-3    | Castello-Atlante Grosseto | 3-7           | 21 feb.       |
| 12 nov. | 4-3    | Ciampino-Bubi Merano      | 5-2           | 21 feb.       |
| 12 nov. | 3-1    | Milano-Prato              | 4-2           | 21 feb.       |
| 12 nov. | 6-5    | PesaroFano-Orte           | 11-6          | 21 feb.       |

| andata | andata | 7ª giornata                 | ritorno (20ª) | ritorno (20ª) |
|        |        |                             |               |               |
| 5 nov. | 5-3    | Atlante Grosseto-Capitolina | 4-5           | 18 feb.       |
| 5 nov. | 6-5    | Bubi Merano-Castello        | 2-5           | 18 feb.       |
| 5 nov. | 1-1    | Ciampino-Milano             | 0-5           | 18 feb.       |
| 5 nov. | 2-2    | F.lli Bari-Cagliari         | 2-4           | 18 feb.       |
| 5 nov. | 3-6    | Olimpus-PesaroFano          | 3-8           | 18 feb.       |
| 5 nov. | 3-2    | Orte-Aosta                  | 5-3           | 18 feb.       |
| 5 nov. | 6-6    | Prato-Arzignano             | 6-3           | 18 feb.       |

| andata  | andata | 8ª giornata               | ritorno (21ª) | ritorno (21ª) |
|         |        |                           |               |               |
| 12 nov. | 6-1    | Arzignano-Aosta           | 9-2           | 21 feb.       |
| 12 nov. | 3-3    | Cagliari-Olimpus          | 3-6           | 21 feb.       |
| 12 nov. | 3-3    | Capitolina-F.lli Bari     | 5-5           | 21 feb.       |
| 12 nov. | 2-3    | Castello-Atlante Grosseto | 3-7           | 21 feb.       |
| 12 nov. | 4-3    | Ciampino-Bubi Merano      | 5-2           | 21 feb.       |
| 12 nov. | 3-1    | Milano-Prato              | 4-2           | 21 feb.       |
| 12 nov. | 6-5    | PesaroFano-Orte           | 11-6          | 21 feb.       |

| andata  | andata | 9ª giornata                 | ritorno (22ª) | ritorno (22ª) |
|         |        |                             |               |               |
| 19 nov. | 0-2    | Aosta-Capitolina            | 1-7           | 25 feb.       |
| 19 nov. | 2-3    | Atlante Grosseto-PesaroFano | 2-10          | 25 feb.       |
| 19 nov. | 4-2    | Bubi Merano-Cagliari        | 2-4           | 25 feb.       |
| 19 nov. | 7-1    | F.lli Bari-Ciampino         | 2-5           | 25 feb.       |
| 19 nov. | 3-7    | Olimpus-Milano              | 2-5           | 25 feb.       |
| 19 nov. | 3-6    | Orte-Arzignano              | 4-4           | 25 feb.       |
| 19 nov. | 4-1    | Prato-Castello              | 3-2           | 25 feb.       |

| andata  | andata | 10ª giornata              | ritorno (21ª) | ritorno (21ª) |
|         |        |                           |               |               |
| 26 nov. | 8-2    | Arzignano-F.lli Bari      | 3-1           | 4 mar.        |
| 26 nov. | 4-2    | Bubi Merano-Olimpus       | 0-4           | 4 mar.        |
| 26 nov. | 6-4    | Cagliari-Atlante Grosseto | 3-3           | 4 mar.        |
| 26 nov. | 3-4    | Castello-Aosta            | 6-3           | 4 mar.        |
| 26 nov. | 3-2    | Ciampino-Prato            | 1-3           | 4 mar.        |
| 26 nov. | 7-4    | Milano-Orte               | 2-3           | 4 mar.        |
| 26 nov. | 7-4    | PesaroFano-Capitolina     | 7-0           | 4 mar.        |

| andata  | andata | 9ª giornata                 | ritorno (22ª) | ritorno (22ª) |
|         |        |                             |               |               |
| 19 nov. | 0-2    | Aosta-Capitolina            | 1-7           | 25 feb.       |
| 19 nov. | 2-3    | Atlante Grosseto-PesaroFano | 2-10          | 25 feb.       |
| 19 nov. | 4-2    | Bubi Merano-Cagliari        | 2-4           | 25 feb.       |
| 19 nov. | 7-1    | F.lli Bari-Ciampino         | 2-5           | 25 feb.       |
| 19 nov. | 3-7    | Olimpus-Milano              | 2-5           | 25 feb.       |
| 19 nov. | 3-6    | Orte-Arzignano              | 4-4           | 25 feb.       |
| 19 nov. | 4-1    | Prato-Castello              | 3-2           | 25 feb.       |

| andata  | andata | 10ª giornata              | ritorno (21ª) | ritorno (21ª) |
|         |        |                           |               |               |
| 26 nov. | 8-2    | Arzignano-F.lli Bari      | 3-1           | 4 mar.        |
| 26 nov. | 4-2    | Bubi Merano-Olimpus       | 0-4           | 4 mar.        |
| 26 nov. | 6-4    | Cagliari-Atlante Grosseto | 3-3           | 4 mar.        |
| 26 nov. | 3-4    | Castello-Aosta            | 6-3           | 4 mar.        |
| 26 nov. | 3-2    | Ciampino-Prato            | 1-3           | 4 mar.        |
| 26 nov. | 7-4    | Milano-Orte               | 2-3           | 4 mar.        |
| 26 nov. | 7-4    | PesaroFano-Capitolina     | 7-0           | 4 mar.        |

| andata | andata | 11ª giornata            | ritorno (24ª) | ritorno (24ª) |
|        |        |                         |               |               |
| 3 dic. | 2-5    | Aosta-PesaroFano        | 1-12          | 18 mar.       |
| 3 dic. | 9-3    | Atlante Grosseto-Milano | 2-8           | 18 mar.       |
| 3 dic. | 1-3    | Capitolina-Arzignano    | 4-4           | 18 mar.       |
| 3 dic. | 5-4    | F.lli Bari-Bubi Merano  | 3-9           | 18 mar.       |
| 3 dic. | 5-5    | Olimpus-Ciampino        | 4-4           | 18 mar.       |
| 3 dic. | 7-3    | Orte-Castello           | 6-4           | 18 mar.       |
| 3 dic. | 5-1    | Prato-Cagliari          | 0-1           | 18 mar.       |

| andata  | andata | 12ª giornata                 | ritorno (23ª) | ritorno (23ª) |
|         |        |                              |               |               |
| 10 dic. | 2-4    | Bubi Merano-Atlante Grosseto | 8-3           | 25 mar.       |
| 10 dic. | 4-3    | Cagliari-Aosta               | 7-0           | 25 mar.       |
| 10 dic. | 2-8    | Castello-Arzignano           | 1-4           | 25 mar.       |
| 10 dic. | 5-7    | Ciampino-Orte                | 3-3           | 25 mar.       |
| 10 dic. | 8-1    | Milano-Capitolina            | 4-3           | 25 mar.       |
| 10 dic. | 5-4    | Olimpus-Prato                | 3-8           | 25 mar.       |
| 10 dic. | 6-3    | PesaroFano-F.lli Bari        | 13-4          | 25 mar.       |

| andata | andata | 11ª giornata            | ritorno (24ª) | ritorno (24ª) |
|        |        |                         |               |               |
| 3 dic. | 2-5    | Aosta-PesaroFano        | 1-12          | 18 mar.       |
| 3 dic. | 9-3    | Atlante Grosseto-Milano | 2-8           | 18 mar.       |
| 3 dic. | 1-3    | Capitolina-Arzignano    | 4-4           | 18 mar.       |
| 3 dic. | 5-4    | F.lli Bari-Bubi Merano  | 3-9           | 18 mar.       |
| 3 dic. | 5-5    | Olimpus-Ciampino        | 4-4           | 18 mar.       |
| 3 dic. | 7-3    | Orte-Castello           | 6-4           | 18 mar.       |
| 3 dic. | 5-1    | Prato-Cagliari          | 0-1           | 18 mar.       |

| andata  | andata | 12ª giornata                 | ritorno (23ª) | ritorno (23ª) |
|         |        |                              |               |               |
| 10 dic. | 2-4    | Bubi Merano-Atlante Grosseto | 8-3           | 25 mar.       |
| 10 dic. | 4-3    | Cagliari-Aosta               | 7-0           | 25 mar.       |
| 10 dic. | 2-8    | Castello-Arzignano           | 1-4           | 25 mar.       |
| 10 dic. | 5-7    | Ciampino-Orte                | 3-3           | 25 mar.       |
| 10 dic. | 8-1    | Milano-Capitolina            | 4-3           | 25 mar.       |
| 10 dic. | 5-4    | Olimpus-Prato                | 3-8           | 25 mar.       |
| 10 dic. | 6-3    | PesaroFano-F.lli Bari        | 13-4          | 25 mar.       |

| \| andata \| andata \| 13ª giornata \| ritorno (24ª) \| ritorno (24ª) \| \| \| \| \| \| \| \| 17 dic. \| 0-6 \| Aosta-Milano \| 0-8 \| 1 apr. \| \| 17 dic. \| 1-1 \| Arzignano-PesaroFano \| 3-3 \| 1 apr. \| \| 17 dic. \| 5-4 \| Atlante Grosseto-Ciampino \| 4-9 \| 1 apr. \| \| 17 dic. \| 3-2 \| Capitolina-Castello \| 8-6 \| 1 apr. \| \| 17 dic. \| 4-5 \| F.lli Bari-Olimpus \| 3-4 \| 1 apr. \| \| 17 dic. \| 3-2 \| Orte-Cagliari \| 6-6 \| 1 apr. \| \| 17 dic. \| 9-4 \| Prato-Bubi Merano \| 4-4 \| 1 apr. \| |        |                           |               |               |
| andata | andata | 13ª giornata              | ritorno (24ª) | ritorno (24ª) |
| |        |                           |               |               |
| 17 dic. | 0-6    | Aosta-Milano              | 0-8           | 1 apr.        |
| 17 dic. | 1-1    | Arzignano-PesaroFano      | 3-3           | 1 apr.        |
| 17 dic. | 5-4    | Atlante Grosseto-Ciampino | 4-9           | 1 apr.        |
| 17 dic. | 3-2    | Capitolina-Castello       | 8-6           | 1 apr.        |
| 17 dic. | 4-5    | F.lli Bari-Olimpus        | 3-4           | 1 apr.        |
| 17 dic. | 3-2    | Orte-Cagliari             | 6-6           | 1 apr.        |
| 17 dic. | 9-4    | Prato-Bubi Merano         | 4-4           | 1 apr.        |

| andata  | andata | 13ª giornata              | ritorno (24ª) | ritorno (24ª) |
|         |        |                           |               |               |
| 17 dic. | 0-6    | Aosta-Milano              | 0-8           | 1 apr.        |
| 17 dic. | 1-1    | Arzignano-PesaroFano      | 3-3           | 1 apr.        |
| 17 dic. | 5-4    | Atlante Grosseto-Ciampino | 4-9           | 1 apr.        |
| 17 dic. | 3-2    | Capitolina-Castello       | 8-6           | 1 apr.        |
| 17 dic. | 4-5    | F.lli Bari-Olimpus        | 3-4           | 1 apr.        |
| 17 dic. | 3-2    | Orte-Cagliari             | 6-6           | 1 apr.        |
| 17 dic. | 9-4    | Prato-Bubi Merano         | 4-4           | 1 apr.        |

## Girone B

### Classifica[13]
|  | Pos. | Squadra           | Pt | G  | V  | N | P  | GF  | GS  | DR   |
|  | ---- | ----------------- | -- | -- | -- | - | -- | --- | --- | ---- |
|  | 1.   | Cisternino        | 58 | 24 | 18 | 4 | 2  | 125 | 62  | +63  |
|  | 2.   | Augusta           | 47 | 24 | 14 | 5 | 5  | 103 | 61  | +42  |
|  | 3.   | Policoro          | 44 | 24 | 14 | 5 | 5  | 131 | 77  | +54  |
|  | 4.   | Feldi Eboli       | 41 | 24 | 12 | 5 | 7  | 115 | 72  | +43  |
|  | 5.   | Meta              | 39 | 24 | 12 | 3 | 9  | 97  | 73  | +24  |
|  | 6.   | Barletta          | 36 | 24 | 10 | 6 | 8  | 104 | 76  | +28  |
|  | 7.   | Salinis           | 35 | 24 | 10 | 5 | 9  | 101 | 87  | +14  |
|  | 8.   | Bisceglie         | 35 | 24 | 10 | 5 | 9  | 108 | 67  | +41  |
|  | 9.   | Sammichele        | 30 | 24 | 9  | 3 | 12 | 85  | 93  | -8   |
|  | 10.  | Virtus Noicattaro | 30 | 24 | 10 | 0 | 14 | 84  | 94  | -10  |
|  | 11.  | Real Dem          | 26 | 24 | 7  | 5 | 12 | 73  | 112 | -39  |
|  | 12.  | Catania Librino   | 19 | 24 | 6  | 1 | 17 | 74  | 122 | -48  |
|  | 13.  | Real Team Matera  | 1  | 24 | 0  | 1 | 23 | 39  | 243 | -204 |
|  | -    | Catanzaro SG      | −  | −  | −  | − | −  | −   | −   | −    |

### Verdetti finali
- Cisternino e, dopo i play-off, Feldi Eboli promossi in Serie A 2017-18.
- Matera, Catania e, dopo i play-out, Real Dem retrocessi in Serie B 2017-18.
- Catanzaro Stefano Gallo escluso per cessazione dell'attività agonistica con decorrenza immediata (10ª giornata). Le gare disputate in precedenza dalla società non sono state considerate valide ai fini della classifica[9]. Nelle rimanenti partite di campionato, le società che avrebbero dovuto affrontare il Catanzaro hanno osservato un turno di riposo[16].
- Augusta e Policoro non iscritti al campionato di Serie A2 2017-18.

### Capoliste solitarie
- Dalla 4ª alla 26ª giornata: Cisternino

### Statistiche
- Maggior numero di vittorie: Cisternino (18)
- Minor numero di vittorie: Matera (0)
- Maggior numero di pareggi: Barletta (6)
- Minor numero di pareggi: Virtus Noicattaro (0)
- Maggior numero di sconfitte: Matera (23)
- Minor numero di sconfitte: Cisternino (2)
- Miglior attacco: Policoro (131)
- Peggior attacco: Matera (39)
- Miglior difesa: Augusta (61)
- Peggior difesa: Matera (243)
- Miglior differenza reti: Cisternino (+63)
- Peggior differenza reti: Matera (-204)
- Miglior serie positiva: Cisternino (13)
- Maggior numero di vittorie consecutive: Feldi Eboli (6)
- Maggior numero di sconfitte consecutive: Matera (22)
- Partita con maggiore scarto di gol: Policoro-Matera 25-0 (25)
- Partita con più reti: Policoro-Matera 25-0 (25)
- Maggior numero di reti in una giornata: 21ª (69)
- Minor numero di reti in una giornata: 6ª (31)

### Classifica marcatori
| Gol |  |  | Giocatore             | Squadra           |
| --- |  |  | --------------------- | ----------------- |
| 48  |  |  | Conrado Sampaio       | Policoro          |
| 34  |  |  | Paolo Rotondo         | Virtus Noicattaro |
| 32  |  |  | David Sánchez         | Bisceglie         |
| 29  |  |  | Carmelo Musumeci      | Meta              |
| 27  |  |  | José Antonio Garrote  | Barletta          |
| 27  |  |  | Silon Júnior          | Policoro          |
| 25  |  |  | Jorginho              | Augusta           |
| 24  |  |  | Luiz Henrique Borsato | Feldi Eboli       |
| 24  |  |  | David Rondón          | Salinis           |
| 23  |  |  | Leonardo Moraes       | Catania Librino   |
| 20  |  |  | Rogério               | Real Dem          |
| 19  |  |  | Alejandro Vega        | Meta              |
| 18  |  |  | Angelo Creaco         | Augusta           |
| 18  |  |  | Giuseppe Curri        | Sammichele        |
| 18  |  |  | Mauricio Paschoal     | Real Dem          |
| 18  |  |  | Juan Perri            | Salinis           |
| 18  |  |  | Juri Scheleski        | Meta              |

### Calendario e risultati
| andata | andata | 1ª giornata              | ritorno (14ª) | ritorno (14ª) |
|        |        |                          |               |               |
| 1 ott. | 2-2    | Catanzaro-Sammichele     | n.d.          | 7 gen.        |
| 1 ott. | 5-1    | Bisceglie-Policoro       | 5-4           | 10 gen.       |
| 1 ott. | 3-2    | Real Dem-Augusta         | 2-7           | 11 gen.       |
| 1 ott. | 3-4    | Matera-Virtus Noicattaro | 3-8           | 12 gen.       |
| 1 ott. | 3-3    | Cisternino-Feldi Eboli   | 4-5           | 8 feb.        |
| 1 ott. | 3-6    | Salinis-Meta             | 3-6           | 11 mar.       |
| 1 ott. | 4-5    | Catania-Barletta         | 1-4           | 14 mar.       |

| andata | andata | 2ª giornata                  | ritorno (15ª) | ritorno (15ª) |
|        |        |                              |               |               |
| 8 ott. | 5-2    | Augusta-Catania              | 6-4           | 14 gen.       |
| 8 ott. | 3-3    | Barletta-Salinis             | 1-4           | 14 gen.       |
| 8 ott. | 4-3    | Feldi Eboli-Bisceglie        | 5-8           | 14 gen.       |
| 8 ott. | 2-2    | Meta-Matera                  | 9-0           | 14 gen.       |
| 8 ott. | 6-4    | Policoro-Catanzaro           | n.d.          | 14 gen.       |
| 8 ott. | 6-3    | Sammichele-Real Dem          | 5-3           | 14 gen.       |
| 8 ott. | 2-6    | Virtus Noicattaro-Cisternino | 4-6           | 14 gen.       |

| andata | andata | 1ª giornata              | ritorno (14ª) | ritorno (14ª) |
|        |        |                          |               |               |
| 1 ott. | 2-2    | Catanzaro-Sammichele     | n.d.          | 7 gen.        |
| 1 ott. | 5-1    | Bisceglie-Policoro       | 5-4           | 10 gen.       |
| 1 ott. | 3-2    | Real Dem-Augusta         | 2-7           | 11 gen.       |
| 1 ott. | 3-4    | Matera-Virtus Noicattaro | 3-8           | 12 gen.       |
| 1 ott. | 3-3    | Cisternino-Feldi Eboli   | 4-5           | 8 feb.        |
| 1 ott. | 3-6    | Salinis-Meta             | 3-6           | 11 mar.       |
| 1 ott. | 4-5    | Catania-Barletta         | 1-4           | 14 mar.       |

| andata | andata | 2ª giornata                  | ritorno (15ª) | ritorno (15ª) |
|        |        |                              |               |               |
| 8 ott. | 5-2    | Augusta-Catania              | 6-4           | 14 gen.       |
| 8 ott. | 3-3    | Barletta-Salinis             | 1-4           | 14 gen.       |
| 8 ott. | 4-3    | Feldi Eboli-Bisceglie        | 5-8           | 14 gen.       |
| 8 ott. | 2-2    | Meta-Matera                  | 9-0           | 14 gen.       |
| 8 ott. | 6-4    | Policoro-Catanzaro           | n.d.          | 14 gen.       |
| 8 ott. | 6-3    | Sammichele-Real Dem          | 5-3           | 14 gen.       |
| 8 ott. | 2-6    | Virtus Noicattaro-Cisternino | 4-6           | 14 gen.       |

| andata  | andata | 3ª giornata               | ritorno (16ª) | ritorno (16ª) |
|         |        |                           |               |               |
| 15 ott. | 8-0    | Bisceglie-Sammichele      | 1-1           | 21 gen.       |
| 15 ott. | 5-8    | Catania-Meta              | 2-6           | 21 gen.       |
| 15 ott. | 2-2    | Catanzaro-Augusta         | n.d.          | 21 gen.       |
| 15 ott. | 3-3    | Feldi Eboli-Policoro      | 2-5           | 21 gen.       |
| 15 ott. | 2-3    | Matera-Cisternino         | 0-14          | 21 gen.       |
| 15 ott. | 4-0    | Salinis-Virtus Noicattaro | 9-6           | 21 gen.       |
| 15 ott. | 0-0    | Real Dem-Barletta         | 5-5           | 22 mar.       |

| andata  | andata | 4ª giornata                | ritorno (17ª) | ritorno (17ª) |
|         |        |                            |               |               |
| 22 ott. | 5-3    | Barletta-Bisceglie         | 1-1           | 28 gen.       |
| 22 ott. | 8-2    | Cisternino-Catania         | 2-0           | 28 gen.       |
| 22 ott. | 1-2    | Matera-Salinis             | 2-10          | 28 gen.       |
| 22 ott. | 5-2    | Meta-Catanzaro             | n.d.          | 28 gen.       |
| 22 ott. | 2-3    | Sammichele-Feldi Eboli     | 6-3           | 28 gen.       |
| 22 ott. | 3-4    | Virtus Noicattaro-Real Dem | 7-1           | 28 gen.       |
| 22 ott. | 6-4    | Augusta-Policoro           | 0-0           | 31 gen.       |

| andata  | andata | 3ª giornata               | ritorno (16ª) | ritorno (16ª) |
|         |        |                           |               |               |
| 15 ott. | 8-0    | Bisceglie-Sammichele      | 1-1           | 21 gen.       |
| 15 ott. | 5-8    | Catania-Meta              | 2-6           | 21 gen.       |
| 15 ott. | 2-2    | Catanzaro-Augusta         | n.d.          | 21 gen.       |
| 15 ott. | 3-3    | Feldi Eboli-Policoro      | 2-5           | 21 gen.       |
| 15 ott. | 2-3    | Matera-Cisternino         | 0-14          | 21 gen.       |
| 15 ott. | 4-0    | Salinis-Virtus Noicattaro | 9-6           | 21 gen.       |
| 15 ott. | 0-0    | Real Dem-Barletta         | 5-5           | 22 mar.       |

| andata  | andata | 4ª giornata                | ritorno (17ª) | ritorno (17ª) |
|         |        |                            |               |               |
| 22 ott. | 5-3    | Barletta-Bisceglie         | 1-1           | 28 gen.       |
| 22 ott. | 8-2    | Cisternino-Catania         | 2-0           | 28 gen.       |
| 22 ott. | 1-2    | Matera-Salinis             | 2-10          | 28 gen.       |
| 22 ott. | 5-2    | Meta-Catanzaro             | n.d.          | 28 gen.       |
| 22 ott. | 2-3    | Sammichele-Feldi Eboli     | 6-3           | 28 gen.       |
| 22 ott. | 3-4    | Virtus Noicattaro-Real Dem | 7-1           | 28 gen.       |
| 22 ott. | 6-4    | Augusta-Policoro           | 0-0           | 31 gen.       |

| andata  | andata | 5ª giornata               | ritorno (18ª) | ritorno (18ª) |
|         |        |                           |               |               |
| 29 ott. | 2-3    | Bisceglie-Augusta         | 2-3           | 4 feb.        |
| 29 ott. | 0-6    | Catania-Virtus Noicattaro | 1-8           | 4 feb.        |
| 29 ott. | 0-4    | Catanzaro-Barletta        | n.d.          | 4 feb.        |
| 29 ott. | 14-0   | Feldi Eboli-Matera        | 9-0           | 4 feb.        |
| 29 ott. | 5-2    | Policoro-Sammichele       | 5-2           | 4 feb.        |
| 29 ott. | 1-0    | Real Dem-Meta             | 4-10          | 4 feb.        |
| 29 ott. | 2-4    | Salinis-Cisternino        | 2-5           | 4 feb.        |

| andata | andata | 6ª giornata                 | ritorno (19ª) | ritorno (19ª) |
|        |        |                             |               |               |
| 1 nov. | 2-0    | Augusta-Feldi Eboli         | 2-7           | 11 feb.       |
| 1 nov. | 6-0    | Barletta-Sammichele         | 2-2           | 11 feb.       |
| 1 nov. | 4-1    | Cisternino-Catanzaro        | n.d.          | 11 feb.       |
| 1 nov. | 1-6    | Matera-Real Dem             | 1-7           | 11 feb.       |
| 1 nov. | 2-3    | Meta-Policoro               | 5-6           | 11 feb.       |
| 1 nov. | 7-2    | Salinis-Catania             | 6-3           | 11 feb.       |
| 1 nov. | 3-2    | Virtus Noicattaro-Bisceglie | 0-2           | 11 feb.       |

| andata  | andata | 5ª giornata               | ritorno (18ª) | ritorno (18ª) |
|         |        |                           |               |               |
| 29 ott. | 2-3    | Bisceglie-Augusta         | 2-3           | 4 feb.        |
| 29 ott. | 0-6    | Catania-Virtus Noicattaro | 1-8           | 4 feb.        |
| 29 ott. | 0-4    | Catanzaro-Barletta        | n.d.          | 4 feb.        |
| 29 ott. | 14-0   | Feldi Eboli-Matera        | 9-0           | 4 feb.        |
| 29 ott. | 5-2    | Policoro-Sammichele       | 5-2           | 4 feb.        |
| 29 ott. | 1-0    | Real Dem-Meta             | 4-10          | 4 feb.        |
| 29 ott. | 2-4    | Salinis-Cisternino        | 2-5           | 4 feb.        |

| andata | andata | 6ª giornata                 | ritorno (19ª) | ritorno (19ª) |
|        |        |                             |               |               |
| 1 nov. | 2-0    | Augusta-Feldi Eboli         | 2-7           | 11 feb.       |
| 1 nov. | 6-0    | Barletta-Sammichele         | 2-2           | 11 feb.       |
| 1 nov. | 4-1    | Cisternino-Catanzaro        | n.d.          | 11 feb.       |
| 1 nov. | 1-6    | Matera-Real Dem             | 1-7           | 11 feb.       |
| 1 nov. | 2-3    | Meta-Policoro               | 5-6           | 11 feb.       |
| 1 nov. | 7-2    | Salinis-Catania             | 6-3           | 11 feb.       |
| 1 nov. | 3-2    | Virtus Noicattaro-Bisceglie | 0-2           | 11 feb.       |

| andata | andata | 7ª giornata                 | ritorno (20ª) | ritorno (20ª) |
|        |        |                             |               |               |
| 5 nov. | 6-2    | Bisceglie-Meta              | 1-4           | 18 feb.       |
| 5 nov. | 11-1   | Catania-Matera              | 5-3           | 18 feb.       |
| 5 nov. | 2-2    | Catanzaro-Virtus Noicattaro | n.d.          | 18 feb.       |
| 5 nov. | 7-2    | Feldi Eboli-Salinis         | 4-4           | 18 feb.       |
| 5 nov. | 5-2    | Policoro-Barletta           | 8-6           | 18 feb.       |
| 5 nov. | 3-4    | Real Dem-Cisternino         | 1-14          | 18 feb.       |
| 5 nov. | 1-1    | Sammichele-Augusta          | 4-5           | 18 feb.       |

| andata  | andata | 8ª giornata                  | ritorno (21ª) | ritorno (21ª) |
|         |        |                              |               |               |
| 12 nov. | 2-2    | Catania-Real Dem             | 9-6           | 20 feb.       |
| 12 nov. | 4-3    | Barletta-Feldi Eboli         | 2-2           | 21 feb.       |
| 12 nov. | 0-0    | Cisternino-Policoro          | 3-6           | 21 feb.       |
| 12 nov. | 3-14   | Matera-Bisceglie             | 0-17          | 21 feb.       |
| 12 nov. | 1-1    | Meta-Augusta                 | 6-6           | 21 feb.       |
| 12 nov. | 5-1    | Salinis-Catanzaro            | n.d.          | 21 feb.       |
| 12 nov. | 3-2    | Virtus Noicattaro-Sammichele | 5-7           | 21 feb.       |

| andata | andata | 7ª giornata                 | ritorno (20ª) | ritorno (20ª) |
|        |        |                             |               |               |
| 5 nov. | 6-2    | Bisceglie-Meta              | 1-4           | 18 feb.       |
| 5 nov. | 11-1   | Catania-Matera              | 5-3           | 18 feb.       |
| 5 nov. | 2-2    | Catanzaro-Virtus Noicattaro | n.d.          | 18 feb.       |
| 5 nov. | 7-2    | Feldi Eboli-Salinis         | 4-4           | 18 feb.       |
| 5 nov. | 5-2    | Policoro-Barletta           | 8-6           | 18 feb.       |
| 5 nov. | 3-4    | Real Dem-Cisternino         | 1-14          | 18 feb.       |
| 5 nov. | 1-1    | Sammichele-Augusta          | 4-5           | 18 feb.       |

| andata  | andata | 8ª giornata                  | ritorno (21ª) | ritorno (21ª) |
|         |        |                              |               |               |
| 12 nov. | 2-2    | Catania-Real Dem             | 9-6           | 20 feb.       |
| 12 nov. | 4-3    | Barletta-Feldi Eboli         | 2-2           | 21 feb.       |
| 12 nov. | 0-0    | Cisternino-Policoro          | 3-6           | 21 feb.       |
| 12 nov. | 3-14   | Matera-Bisceglie             | 0-17          | 21 feb.       |
| 12 nov. | 1-1    | Meta-Augusta                 | 6-6           | 21 feb.       |
| 12 nov. | 5-1    | Salinis-Catanzaro            | n.d.          | 21 feb.       |
| 12 nov. | 3-2    | Virtus Noicattaro-Sammichele | 5-7           | 21 feb.       |

| andata  | andata | 9ª giornata                | ritorno (22ª) | ritorno (22ª) |
|         |        |                            |               |               |
| 19 nov. | 4-3    | Augusta-Barletta           | 5-0           | 25 feb.       |
| 19 nov. | 9-0    | Catanzaro-Matera           | n.d.          | 25 feb.       |
| 19 nov. | 6-6    | Bisceglie-Cisternino       | 4-4           | 25 feb.       |
| 19 nov. | 7-1    | Feldi Eboli-Catania        | 5-0           | 25 feb.       |
| 19 nov. | 2-1    | Policoro-Virtus Noicattaro | 7-10          | 25 feb.       |
| 19 nov. | 3-0    | Real Dem-Salinis           | 3-8           | 25 feb.       |
| 19 nov. | 2-4    | Sammichele-Meta            | 2-1           | 25 feb.       |

| andata  | andata | 10ª giornata               | ritorno (21ª) | ritorno (21ª) |
|         |        |                            |               |               |
| 26 nov. | 1-3    | Catania-Bisceglie          | 3-2           | 4 mar.        |
| 26 nov. | 6-4    | Cisternino-Augusta         | 3-2           | 4 mar.        |
| 26 nov. | 2-10   | Matera-Sammichele          | 2-9           | 4 mar.        |
| 26 nov. | 5-3    | Meta-Feldi Eboli           | 7-5           | 4 mar.        |
| 26 nov. | n.d.   | Real Dem-Catanzaro         | n.d.          | 4 mar.        |
| 26 nov. | 2-2    | Salinis-Policoro           | 4-5           | 4 mar.        |
| 26 nov. | 0-6    | Virtus Noicattaro-Barletta | 2-7           | 4 mar.        |

| andata  | andata | 9ª giornata                | ritorno (22ª) | ritorno (22ª) |
|         |        |                            |               |               |
| 19 nov. | 4-3    | Augusta-Barletta           | 5-0           | 25 feb.       |
| 19 nov. | 9-0    | Catanzaro-Matera           | n.d.          | 25 feb.       |
| 19 nov. | 6-6    | Bisceglie-Cisternino       | 4-4           | 25 feb.       |
| 19 nov. | 7-1    | Feldi Eboli-Catania        | 5-0           | 25 feb.       |
| 19 nov. | 2-1    | Policoro-Virtus Noicattaro | 7-10          | 25 feb.       |
| 19 nov. | 3-0    | Real Dem-Salinis           | 3-8           | 25 feb.       |
| 19 nov. | 2-4    | Sammichele-Meta            | 2-1           | 25 feb.       |

| andata  | andata | 10ª giornata               | ritorno (21ª) | ritorno (21ª) |
|         |        |                            |               |               |
| 26 nov. | 1-3    | Catania-Bisceglie          | 3-2           | 4 mar.        |
| 26 nov. | 6-4    | Cisternino-Augusta         | 3-2           | 4 mar.        |
| 26 nov. | 2-10   | Matera-Sammichele          | 2-9           | 4 mar.        |
| 26 nov. | 5-3    | Meta-Feldi Eboli           | 7-5           | 4 mar.        |
| 26 nov. | n.d.   | Real Dem-Catanzaro         | n.d.          | 4 mar.        |
| 26 nov. | 2-2    | Salinis-Policoro           | 4-5           | 4 mar.        |
| 26 nov. | 0-6    | Virtus Noicattaro-Barletta | 2-7           | 4 mar.        |

| andata | andata | 11ª giornata              | ritorno (24ª) | ritorno (24ª) |
|        |        |                           |               |               |
| 3 dic. | 7-0    | Augusta-Virtus Noicattaro | 2-4           | 18 mar.       |
| 3 dic. | 4-3    | Barletta-Meta             | 1-3           | 18 mar.       |
| 3 dic. | 4-4    | Bisceglie-Salinis         | 1-4           | 18 mar.       |
| 3 dic. | n.d.   | Catanzaro-Catania         | n.d.          | 18 mar.       |
| 3 dic. | 4-4    | Feldi Eboli-Real Dem      | 7-2           | 18 mar.       |
| 3 dic. | 25-0   | Policoro-Matera           | 11-4          | 18 mar.       |
| 3 dic. | 1-5    | Sammichele-Cisternino     | 3-7           | 18 mar.       |

| andata  | andata | 12ª giornata                  | ritorno (23ª) | ritorno (23ª) |
|         |        |                               |               |               |
| 10 dic. | 6-4    | Catania-Sammichele            | 1-3           | 25 mar.       |
| 10 dic. | n.d.   | Catanzaro-Bisceglie           | n.d.          | 25 mar.       |
| 10 dic. | 3-1    | Cisternino-Meta               | 5-3           | 25 mar.       |
| 10 dic. | 2-14   | Matera-Barletta               | 6-17          | 25 mar.       |
| 10 dic. | 2-2    | Real Dem-Policoro             | 2-7           | 25 mar.       |
| 10 dic. | 2-2    | Salinis-Augusta               | 4-6           | 25 mar.       |
| 10 dic. | 3-4    | Virtus Noicattaro-Feldi Eboli | 0-6           | 25 mar.       |

| andata | andata | 11ª giornata              | ritorno (24ª) | ritorno (24ª) |
|        |        |                           |               |               |
| 3 dic. | 7-0    | Augusta-Virtus Noicattaro | 2-4           | 18 mar.       |
| 3 dic. | 4-3    | Barletta-Meta             | 1-3           | 18 mar.       |
| 3 dic. | 4-4    | Bisceglie-Salinis         | 1-4           | 18 mar.       |
| 3 dic. | n.d.   | Catanzaro-Catania         | n.d.          | 18 mar.       |
| 3 dic. | 4-4    | Feldi Eboli-Real Dem      | 7-2           | 18 mar.       |
| 3 dic. | 25-0   | Policoro-Matera           | 11-4          | 18 mar.       |
| 3 dic. | 1-5    | Sammichele-Cisternino     | 3-7           | 18 mar.       |

| andata  | andata | 12ª giornata                  | ritorno (23ª) | ritorno (23ª) |
|         |        |                               |               |               |
| 10 dic. | 6-4    | Catania-Sammichele            | 1-3           | 25 mar.       |
| 10 dic. | n.d.   | Catanzaro-Bisceglie           | n.d.          | 25 mar.       |
| 10 dic. | 3-1    | Cisternino-Meta               | 5-3           | 25 mar.       |
| 10 dic. | 2-14   | Matera-Barletta               | 6-17          | 25 mar.       |
| 10 dic. | 2-2    | Real Dem-Policoro             | 2-7           | 25 mar.       |
| 10 dic. | 2-2    | Salinis-Augusta               | 4-6           | 25 mar.       |
| 10 dic. | 3-4    | Virtus Noicattaro-Feldi Eboli | 0-6           | 25 mar.       |

| \| andata \| andata \| 13ª giornata \| ritorno (24ª) \| ritorno (24ª) \| \| \| \| \| \| \| \| 17 dic. \| 13-1 \| Augusta-Matera \| 9-0 \| 1 apr. \| \| 17 dic. \| 3-4 \| Barletta-Cisternino \| 3-6 \| 1 apr. \| \| 17 dic. \| 5-2 \| Bisceglie-Real Dem \| 3-4 \| 1 apr. \| \| 17 dic. \| n.d. \| Feldi Eboli-Catanzaro \| n.d. \| 1 apr. \| \| 17 dic. \| 3-2 \| Meta-Virtus Noicattaro \| 0-3 \| 1 apr. \| \| 17 dic. \| 12-1 \| Policoro-Catania \| 3-8 \| 1 apr. \| \| 17 dic. \| 6-8 \| Sammichele-Salinis \| 5-4 \| 1 apr. \| |        |                        |               |               |
| andata | andata | 13ª giornata           | ritorno (24ª) | ritorno (24ª) |
| |        |                        |               |               |
| 17 dic. | 13-1   | Augusta-Matera         | 9-0           | 1 apr.        |
| 17 dic. | 3-4    | Barletta-Cisternino    | 3-6           | 1 apr.        |
| 17 dic. | 5-2    | Bisceglie-Real Dem     | 3-4           | 1 apr.        |
| 17 dic. | n.d.   | Feldi Eboli-Catanzaro  | n.d.          | 1 apr.        |
| 17 dic. | 3-2    | Meta-Virtus Noicattaro | 0-3           | 1 apr.        |
| 17 dic. | 12-1   | Policoro-Catania       | 3-8           | 1 apr.        |
| 17 dic. | 6-8    | Sammichele-Salinis     | 5-4           | 1 apr.        |

| andata  | andata | 13ª giornata           | ritorno (24ª) | ritorno (24ª) |
|         |        |                        |               |               |
| 17 dic. | 13-1   | Augusta-Matera         | 9-0           | 1 apr.        |
| 17 dic. | 3-4    | Barletta-Cisternino    | 3-6           | 1 apr.        |
| 17 dic. | 5-2    | Bisceglie-Real Dem     | 3-4           | 1 apr.        |
| 17 dic. | n.d.   | Feldi Eboli-Catanzaro  | n.d.          | 1 apr.        |
| 17 dic. | 3-2    | Meta-Virtus Noicattaro | 0-3           | 1 apr.        |
| 17 dic. | 12-1   | Policoro-Catania       | 3-8           | 1 apr.        |
| 17 dic. | 6-8    | Sammichele-Salinis     | 5-4           | 1 apr.        |

## Play-off

### Formula
I quarti di finale sono disputati con gare di sola andata in casa della squadra meglio classificata nella stagione regolare; nei turni successivi gli incontri sono disputati con gare di andata e ritorno. L'incontro di ritorno è effettuato in casa della squadra meglio classificata nella stagione regolare. Al termine degli incontri sono dichiarate vincenti le squadre che nelle due partite (di andata e di ritorno) avranno ottenuto il maggior punteggio ovvero a parità di punteggio le squadre che avranno realizzato il maggior numero di reti. Nel caso di parità gli arbitri della gara di ritorno faranno disputare due tempi supplementari di 5 minuti ciascuno. Qualora anche al termine di questi le squadre siano in parità, nei quarti di finale e in semifinale è considerata vincente la squadra in migliore posizione di classifica al termine della stagione regolare, mentre in finale si proseguirà con l'effettuazione dei tiri di rigore.

### Tabellone
|  | Quarti di finale | Quarti di finale | Quarti di finale | Quarti di finale |  |  | Semifinali  | Semifinali  | Semifinali  | Semifinali  |   |   | Finale | Finale | Finale | Finale |  |
|  |                  |                  |                  |                  |  |  |             |             |             |             |   |   |        |        |        |        |  |
|  | 3A               | Arzignano (dts)  | Arzignano (dts)  | 3                |  |  |             |             |             |             |   |   |        |        |        |        |  |
|  | 4A               | Prato            | Prato            | 3                |  |  | Arzignano   | Arzignano   | 2           | 2           |   |   |        |        |        |        |  |
|  | 2A               | Milano           | Milano           | 9                |  |  | Milano      | Milano      | 4           | 1           |   |   |        |        |        |        |  |
|  | 5A               | Orte             | Orte             | 4                |  |  |             |             |             |             |   |   | Milano | Milano | 2      | 2      |  |
|  | 2B               | Augusta          | Augusta          | 3                |  |  |             |             | Feldi Eboli | Feldi Eboli | 4 | 3 |        |        |        |        |  |
|  | 5B               | Meta             | Meta             | 6                |  |  | Meta        | Meta        | 2           | 1           |   |   |        |        |        |        |  |
|  | 3B               | Policoro         | Policoro         | 4                |  |  | Feldi Eboli | Feldi Eboli | 2           | 7           |   |   |        |        |        |        |  |
|  | 4B               | Feldi Eboli      | Feldi Eboli      | 5                |  |  |             |             |             |             |   |   |        |        |        |        |  |

### Risultati

#### Quarti di finale
| Arbitri: | Luca Vincenzo Caracozzi (Foggia) Luigi Fiorentino (Molfetta) |
| Crono:   | Luca Michele De Candia (Molfetta)                            |

|                                                                |           |                                                                |
| Sampaio 2'27'’ Moreno 9'41'’, 24'28'’ Fern. Calderolli 24'38'’ | Marcatori | 7'28'’, 8'20'’ Toro 34'42'’, 39'43'’ Borsato 38'04'’ Scigliano |

| Arbitri: | Andrea Campi (Ciampino) Simone Pisani (Aprilia) |
| Crono:   | Alberto Volpato (Castelfranco Veneto)           |

|                                                |           |                                                      |
| Santana 23'24'’ Major 31'53'’ Brancher 37'35'’ | Marcatori | 19'56'’ (aut.) Brancher 25'52'’ Josiko 34'11'’ Fumes |

| Arbitri: | Gaspare Maurici (Prato) Michele Ronca (Rovigo) |
| Crono:   | Francesco Paolo Spinazzola (Barletta)          |

| |           |                                                  |
| Gargantini 12'15'’ Alan 13'54'’ Migliano Minazzoli 15'35'’ Esposito 18'34'’ Fantecele 20'54'’, 25'54'’ Mendes 21'38'’ Leandrinho 26'39'’, 35'46'’ | Marcatori | 0'40'’ Santos 17'03'’, 28'30'’, 32'50'’ Lepadatu |

| Arbitri: | Francesco Miranda (Castellammare di Stabia) Fabrizio Schirripa (Reggio Calabria) |
| Crono:   | Vincenzo Brischetto (Acireale)                                                   |

|                                    |           |                                                                            |
| Mantelli 19’ Jorginho 27’, 36'10'’ | Marcatori | 20'30'’ Schacker 20'40'’, 39’, 39'20'’ Vega 35’ Musumeci 36'25'’ Scheleski |

#### Semifinali

##### Gara 1
| Arbitri: | Riccardo Davì (Bologna) Massimo Tariciotti (Ciampino) |
| Crono:   | Federico Beggio (Padova)                              |

|                                    |           |                                                                      |
| Major 4'52'’ Mendes 36'42'’ (aut.) | Marcatori | 14'51'’ Mendes 17'28'’ Migliano Minazzoli 27'43'’, 31'55'’ Fantecele |

| Arbitri: | Gianfranco Marangi (Brindisi) Luca Michele De Candia (Molfetta) |
| Crono:   | Carmelo Loddo (Reggio Calabria)                                 |

|                                 |           |                                 |
| Schacker 7'00'’ Messina 18'30'’ | Marcatori | 2'00'’ Arillo 35'30'’ Scigliano |

##### Gara 2
| Arbitri: | Gino Simonazzi (Reggio Emilia) Chiara Perona (Biella) |
| Crono:   | Rocco Morabito (Vercelli)                             |

|                            |           |                                   |
| Migliano Minazzoli 26'49'’ | Marcatori | 12'26'’ Manzalli 19'31'’ Brancher |

| Arbitri: | Ferruccio Prisma (Crotone) Alessandro Merenda (Reggio Calabria) |
| Crono:   | Gianluca Greco (Cosenza)                                        |

|                                                                               |           |                 |
| Borsato 3'00'’, 38'00'’ Arillo 7'00'’, 39'00'’ Toro 29'00'’ Scigliano 35'00'’ | Marcatori | 19'40'’ Messina |

#### Finale

##### Gara 1
| Arbitri: | Natale Mazzone (Imola) Stefano Mezzadri (Parma) |
| Crono:   | Fabiano Maragno (Bologna)                       |

|                                 |           |                                                             |
| Alan 12'30'’ Leandrinho 32'00'’ | Marcatori | 11'54'’ Toro 13'00'’ Borsato 31'00'’ Bertoni 38'00'’ Arillo |

##### Gara 2
| Arbitri: | Gianluca Greco (Cosenza) Vincenzo Sgueglia (Civitavecchia) |
| Crono:   | Fabio Cozza (Cosenza)                                      |

|                                             |           |                                     |
| Borsato 13'42'’ Toro 16'23'’ Arillo 19'25'’ | Marcatori | 8'22'’ Gargantini 11'07'’ Fantecele |

## Play-out

### Formula
In entrambi i gironi, le società classificatesi alla decima e undicesima posizione si affrontano con gare di andata e ritorno. L'incontro di ritorno sarà effettuato in casa della squadra meglio classificata nella stagione regolare. Al termine degli incontri saranno dichiarate vincenti le squadre che nelle due partite avranno ottenuto il maggior punteggio ovvero a parità di punteggio le squadre che avranno realizzato il maggior numero di reti. Nel caso di parità gli arbitri della gara di ritorno faranno disputare due tempi supplementari di 5 minuti ciascuno. Qualora anche al termine di questi le squadre fossero in parità sarà considerata vincente la squadra in migliore posizione di classifica al termine della stagione regolare.

### Risultati

#### Andata
| Arbitri: | Giulio Colombin (Bassano del Grappa) Paride Botter (Venezia) |
| Crono:   | Denis Kodra (Trento)                                         |

|                                                                                        |           |                                 |
| Manzoni 5'07'’ Guga 13'56'’, 38'18'’ Trunzo 14'43'’ Guerra 27'55'’ R. Mustafov 31'08'’ | Marcatori | 32'28'’ Ugherani 33'13'’ Becchi |

| Arbitri: | Gino Simonazzi (Reggio Emilia) Fabiano Maragno (Bologna) |
| Crono:   | Marco Di Filippo (Teramo)                                |

|  |           |                                                                                               |
|  | Marcatori | 4'20'’ Lopez 13'30'’, 32'21'’, 34'24'’ Rotondo 23'40'’ Ferdinelli 30'37'’ Corona 39’ Garofalo |

#### Ritorno
| Arbitri: | Ciro Oliviero (Pesaro) Michele Caprioli (Venosa) |
| Crono:   | Luca Di Stefano (Albano Laziale)                 |

|                                                          |           |                                                    |
| Ciaralli 1'40'’ Becchi 3'35'’ Cerchiari 25'19'’, 36'45'’ | Marcatori | 2'47'’ Guga 26'19'’ Trunzo 30'47'’, 38'41'’ Guerra |

| Arbitri: | Raffaele Ricci (Foggia) Pasquale Marcello Falcone (Foggia) |
| Crono:   | Nicola Acquafredda (Molfetta)                              |

|                                                             |           |                |
| Lopez 3’, 24’ Rotondo 10’, 12’ Limone 29’ Manghisi 35’, 38’ | Marcatori | 4’ Di Girolamo |